# Schitu Duca
Schitu Duca es una comuna ubicada en el distrito de Iași, Rumania.

## Superficie
Cuenta con una superficie de 115,5 kilómetros cuadrados.

## Demografía
Hasta 2021 la población era de 3619 habitantes, con una densidad de población de 31,34 habitantes por kilómetro cuadrado.